# جيمس ووكر (سياسي)
جيمس ووكر (بالإنجليزية: James Walker)‏ هو مهندس وسياسي أسترالي، ولد في 20 مارس 1841 في إدنبرة في المملكة المتحدة، وتوفي في 18 يناير 1923 في أستراليا. حزبياً، نشط في حزب التجارة الحرة. وقد انتخب عضو مجلس الشيوخ الأسترالي ‏ عن دائرة نيوساوث ويلز ‏ (29 مارس 1901 – 30 يونيو 1913).